# Francesco Conconi
Francesco Conconi (født 19. april 1935) er en italiensk professor i biokemi arbejdende med sport og doping. Mest berømt er han for sit arbejde med Francesco Moser i forbindelse med dennes forberedelse til hans succesfulde timerekord i Mexico (1984).
Han og hans assistenter Michele Ferrari og Luigi Cecchini har også været nævnt i forbindelse med flere navngivne sportsfolks – især cykelrytteres – dopingmisbrug. Desuden har Conconi været betroet videnskabelig, og lønnet, medarbejder for UCI og den italienske olympiske komité. 
Han er frifundet i en større dopingsag i Italien, da beviserne imod ham var forældede og derfor ikke måtte bruges.
Af ryttere der har brugt ham eller hans assistenter kan nævnes (se kilder for flere):
- Rolf Sørensen
- Bjarne Riis
- Lance Armstrong
- Miguel Indurain
- Laurent Fignon
- Evgeni Berzin
- Guido Bontempi
- Gianni Bugno
- Claudio Chiappucci
- Mario Cipollini
- Maurizio Fondriest
- Ivan Gotti
- Francesco Moser
- Marco Pantani
- Stephen Roche
- Denis Zanette

## Ekstern henvisning
- Danskerlægen og Tavshedens Pris: TV udsendelser på dr.dk om doping – 2.del omhandler mest Concini og hans arbejde Arkiveret 30. december 2014 hos  Wayback Machine
- Cyclisme & Dopage: Fransk side om doping med henvisning til patienter Arkiveret 3. februar 2007 hos  Wayback Machine